# Mohammad Reza Azarszakib
Mohammad Reza Azarszakib (pers. محمدرضا آذرشكيب; ur. 17 czerwca 1987) – irański, a od 2019 roku azerski zapaśnik w stylu wolnym. Brązowy medalista mistrzostw Azji w 2010. Szósty w Pucharze Świata w 2011; siódmy w 2013; ósmy w 2010. Zajął piętnaste miejsce na mistrzostwach Europy w 2019. Wicemistrz świata juniorów w 2007 i 2008 i Azji w 2006 roku.